# Villa Santa Croce
(Isabella Sollenne)
Villa Santa Croce è l'unica frazione del comune di Piana di Monte Verna: dista circa 5,5 km dal capoluogo. Sorge sul colle Morrone del Monaco alle pendici del Monte Verna (detto comunemente Santa Croce) a 439 m s.l.m.
Il centro abitato insieme alle contrade Attoli, Autamone, Castello, Santa Maria di Jesus, Scalzatoio e Vascelli costituisce il territorio della parrocchia di San Nicola di Bari nella diocesi di Alife-Caiazzo. È sede della scuola dell’infanzia e primaria (pluriclasse) Don Olivo Isidoro D'Ambrosi, sedi staccate dell’Istituto Comprensivo “Aulo Attilio Caiatino” di Caiazzo . È sede di sezione elettorale con circa 400 elettori. È stato sede di ufficio postale.

## Geografia fisica
Il territorio ricade tra le estreme propaggini sudorientali dei monti Trebulani. È delimitato a Sud dal monte Verna (o Santa Croce 580 m s.l.m.) e dal monte Cognolo che lo separano dalla valle del Volturno; ad Ovest dal monte Caruso e Pizzola; a Nord digrada verso il bosco della Defensa e il monte Grande; a est verso le colline di Caiazzo.
I monti a sud e ovest sono di natura calcarea del Giurassico e Cretacico, la parte a nord di argille e arenarie del Miocene.

## Storia

### Dalla Preistoria al V secolo a.C.
La frequentazione in età Neolitica ed Eneolitica è attestata al limitare del territorio di Villa Santa Croce a ridosso del Monte Grande dove si ipotizza un percorso di collegamento tra l'agro caiatino e quello trebulano.
Non ci sono testimonianze per l'età del Ferro.

### I secoli IV e III a.C.
Al IV secolo a.C. sono riferibili le cinte fortificate dei Monti Santa Croce, Cognolo, Caruso e Pizzola.
La sommità del Monte Santa Croce è cinta da una doppia fila di mura ciclopiche indagate per la prima volta da Conta Haller in relazione alle cinte fortificate in area campano-sannita. I resti materiali rinvenuti datano al IV secolo a.C. con frequentazione fino al III secolo a.C.
Successivamente Caiazza ha identificato dalle foto aeree i resti di una cinta fortificata, delimitante la sommità del Monte Cognolo e raccordata a quella di Santa Croce con funzione di arx. Anche le cime di monte Caruso e Pizzola hanno rivelato la presenza di piccoli recinti, da porre in relazione con quello di Monte Santa Croce-Cognolo, che fungevano da punti di avvistamento avanzati verso il territorio trebulano. Il materiale rinvenuto analogo a quello del Monte Santa Croce ne fa datare la frequentazione allo stesso periodo.
L'opinione prevalente è che questi insediamenti siano dovuti a nuove forme di controllo del territorio probabilmente in relazione all'intensificarsi dei contrasti con Roma durante le guerre sannitiche. L'estensione del recinto di monte Santa Croce-Cognolo, la presenza della doppia cinta di Monte Santa Croce e la vicinanza di quelli di Monte Caruso e Pizzola ha fatto ipotizzare ad un insediamento stabile per il quale vari studiosi hanno proposto un'identificazione con Austicula, una delle città sannite citate da Tito Livio. L'ipotesi di un insediamento urbano, puramente speculativa, è stata messa in discussione da recenti indagini effettuate con l'ausilio del Lidar che hanno rivelato una mancanza di prove di occupazione permante del sito di Monte Cognolo e suggerisce di rivalutare l'interpretazione di altri fortilizi sanniti, che sono stati considerati prevalentemente attraverso una lente incentrata sull'urbanesimo, basandosi su modelli di organizzazione insediativa diversi.

### Epoca romana
Nel II secolo a.C. cessa la frequentazione del sito di Monte Santa Croce-Cognolo. Nel contempo ci sono testimonianze di insediamenti nelle aree a valle, in particolare Castello e Scalzatoio, in connessione a probabili ville di epoca repubblicana o successive.

### Epoca medievale
Nel X secolo sorse sulla vetta del Monte Verna una abbazia benedettina maschile chiamata Sancte Crucis Montis Vernae (motivo per cui il monte è comunemente chiamato Santa Croce). L'epoca di fondazione è deducibile da alcune fonti di epoca longobarda che la qualificano come nullius diocesis (cioè non rientrante nella giurisdizione di alcuna diocesi, oggi si direbbe abbazia territoriale). Il Pendolino, sulla base di indizi documentari e di localizzazione di toponimi, ha ipotizzato la presenza nel IX secolo di una cella dipendente dal monastero di San Vincenzo al Volturno.
Nell'XI secolo, in epoca normanna, il monastero passa alla dipendenze di quello di San Lorenzo di Aversa.
Villa Santa Croce è probabilmente sorta dopo il monastero come sua villa. È menzionata per la prima volta in una pergamena del 1235 dove si cita un certo Giovanni de Adenulfo della Villa Santa Croce. Il villaggio è attestato in fonti archivistiche durante tutto il secolo XIII. Ancora, in una pergamena del 25 novembre 1436 redatta a Caiazzo, si fa menzione di tale Tommaso de Tuccio di Villa Santa Croce.

### Epoca moderna
In epoca moderna l'abbazia di Santa Croce risulta abbandonata (già nel XVI secolo). Il villaggio deve aver subito la stessa sorte stando alla testimonianza di Pasquale Iadone che lo dà come non più esistente nel 1617. La situazione del casale deve essersi protratta fino al 1695 considerato che non è mensionato nella relazione di Giovanni Fari, emissario del marchese di Caiazzo Giovanni Corsi, che pure cita la Badia di S. Croce le cui entrate erano affittate al signor Abate Carlo Corsi.
Villa Santa Croce risulta essere un casale della città di Caiazzo.
Alla fine del XVIII deve risalire la chiesa parrocchiale dedicata a San Nicola di Bari, i primi libri dei battezzati rimontano all'anno 1772. Prima di quell'anno la cura delle anime era affidata all'arcipretura di Sasso come si evince dai libri dei morti che riportano abitanti di Villa Santa Croce dal 1695 al 1790.
Nel XVIII secolo l'Università di Villa Santa Croce risulta associata all'Università di Sasso e al circondario di Formicola (probabilmente per errore topografico). Nel 1804 i Villesi chiesero al Tribunale della Regia Camera di potersi staccare dal casale di Sasso.
All'epoca moderna si fa risalire anche la fondazione e breve vita di un monastero agostiniano sorto nel territorio di Villa Santa Croce dal nome di Santa Maria di Jesus che è poi rimasto come toponimo del luogo ove sorgeva. Da un manoscritto si deduce che esisteva nell'anno 1553. Fu soppresso nel 1652 e i beni assegnati alla chiesa arcipretale di Sasso e alla chiesa di Liberi.

### Epoca contemporanea
Con le riforme napoleoniche di Giuseppe Bonaparte, salito al trono del Regno di Napoli nel 1806, Villa Santa Croce diventa comune della provincia di Terra di Lavoro. Da documenti di archivio si ha notizia dei sindaci dal 1807 al 1809. Nel 1809 il comune fu soppresso e unito a quello di La Piana con il nome di comune riunito di Piana e Villa Santa Croce. Dal 1811 fa parte del circondario di Caiazzo istituito nell'anno e dal 1816 dal neo istituito distretto di Piedimonte d'Alife fino al 1860 con l'occupazione garibaldina e l'Unità d'Italia (1861).

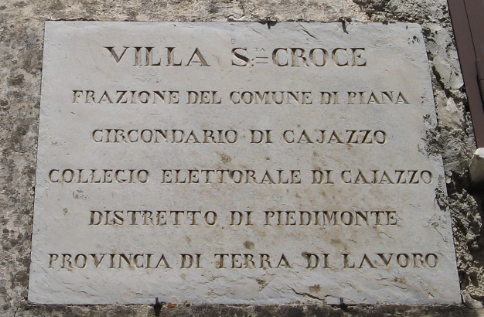
Epigrafe presente ai due ingressi del paese con indicazione della suddivisione amministrativa del Regno delle Due Sicilie cui appartiene. È del 1816 o anno successivo per la presenza del distretto Piedimonte D'Alife istituito nel 1816.

Nell'Ottobre del 1943 il suo territorio è stato luogo di scontro tra le truppe Americane e quelle naziste che avevano eretto sul monte Caruso postazioni difensive.

## Monumenti e luoghi d'interesse
Chiesa parrocchiale di San Nicola di BariDi epoca settecentesca, conserva due bassorilievi provenienti, secondo la tradizione, dall'antica abbazia di Santa Croce del Monte Verna, uno raffigura la crocifissione, l'altro probabilmente Santa Scolastica.
CimiteroAmpliato nell'Ottocento e poi nel novecento. Al centro vi è una cappella eretta su un ossuario. Dal suo parcheggio si gode di una incantevole vista della pianura di Caiazzo e del Volturno fino al golfo di Napoli, con il Vesuvio, Capri e la penisola sorrentina dietro la quinta dei monti tifatini;
Ruderi dell'abbazia di Santa CroceSulla sommità del monte Verna vi sono i ruderi dell'abbazia del X secolo, indagata con scavi archeologici nel 2009, 2013, 2014 e 2015.
Sistema di fortificazioni del Monte Santa Croce-Cognulo, Monte Pizzola e Monte CarusoSulla vetta del monte Verna doppia cinta di mura megalitiche raccordata al terrapieno del monte Cognulo. Terrapieni apicali del monte Caruso e del monte Pizzola.

## Società

### Tradizioni e folclore
Leggenda del setaccioAntica leggenda che in diverse varianti tramandate nel paese narra dell'uccisione dei monaci dell'abbazia ad opera di briganti guidati da un setaccio che rotolava verso la cima, setaccio da cui erano stati staccati dei fili in sostituzione di capelli di una giovane richiesti da un monaco questuante.
MaioI pastori di Villa Santa Croce il primo Maggio innalzavano sulla vetta del monte Santa Croce o Monte Caruso una lunga asta di legno sormontata da felci (il maio) in onore della Madonna e lo lasciavano in posizione per tutto il mese di Maggio. Probabilmente legato a riti precristiani di fertilità e rinascita primaverile della vegetazione.

## Arte

### Cinema
Molti Villesi hanno partecipato come comparse in alcune scene del film Lascia perdere, Johnny! (2007) di Fabrizio Bentivoglio girate nella zona.